# Дисни Керъктър Войсъс Интърнешънъл
Дисни Керъктър Войсъс Интърнешънъл (на английски: Disney Character Voices International, Inc.) е  е дъщерно дружество на Уолт Дисни Къмпани с основна отговорност за предоставянето на услуги за превод и дублаж за всички продукции на „Дисни“, включително тези на Уолт Дисни Студиос Моушън Пикчърс, Дисни Мюзик Груп и Дисни Платформ Дистрибюшън. Този отдел също така контролира дублажа за тематични паркове на „Дисни“ и производни игри. Офиси на подразделението присъстват в няколко страни по света.
В България през 1992 г. първата озвучена продукция на български език, е анимационния сериал „Патешки истории“ по БНТ. Във филмите се използва за дублажните студия Александра Аудио (от 2000 г.) и Доли Медия Студио (от 2003 г.).

## История
Първият издаден дублаж за филм на Дисни е Снежанка и седемте джуджета, който първоначално е разпространен през 1938 г. на различни западни езици. Уолт Дисни казва на Татяна Анджелини, шведския глас на Снежанка, че тя е неговият любим дублиран глас на героинята. Премиерата на филма беше на Шестия Международен филмов фестивал във Венеция, печелейки специалната награда „Гран Арт Трофи“.
През 40-те години на миналия век Джими Джонсън назначава Джак Кътинг, аниматор от „Дисни“ от 1930 г., отговорен за дублажа на филмите на „Дисни“ на чужди езици. През 1948 г. Дисни получава награда за специални постижения на Петите награди „Златен глобус“ за успеха в продуцирането на хиндустански дублаж на Бамби веднага след края на индийското движение за независимост, за „подсилване на американското влияние на екрана“. Въпреки че Бамби е първият филм, дублиран на хиндустани, не е известно дали са последвали още филми или следващите дублажи, произведени от „Дисни Индия“, до излизането на Аладин през 1993 г. на хинди, тамилски и телугу. Самият филиал на ДКВИ е основан през 1988 г., когато Майкъл Айснер решава да създаде отдел за дублаж, ръководен от Рой Дисни.

## Избор на дублаж
За да държи цялата продукция под контрол, „Дисни“ създава централизирана система за провеждане на прослушвания на актьори от цял свят, за което Уолт Дисни Къмпани получава награда Еми за технологии и инженерство за 2017 г. Рик Демпси, старши вицепрезидент на ДКВИ, казва, че той специално взема решения за кастинга за страни, които правят първите 14 процента от бокс офиса, което определя плана на гласа на героя с режисьора на дублажа на конкретния език. Местните офиси, позиционирани в държави, чиито гласове са директно избрани от ДКВИ, имат компетенции върху конкретна географска област и сравняват останалата част от региона с избраните гласове. Според Демпси гласовете не трябва да са идентични с оригиналните английски гласове, но трябва да съответстват на героя. От 2000 г. насам, местните знаменитости понякога могат да бъдат избрани заради привлекателността им за съответния им пазар, отколкото заради способността им да подчертават героя, за да направят филма по-привлекателен за местната публика.

## Езици
Езиците на които всички продукции на Дисни се превеждат редовно са:
- арабски
- български
- виетнамски
- гръцки
- датски
- естонски
- иврит
- индийски
- индонезийски
- исландски
- испански (Европа)
- испански (Латинска Америка)
- италиански
- казахски
- каталунски
- китайски
- китайски (тайвански диалект)
- корейски
- кримскотатарски
- латвийски
- литовски
- малайски
- немски
- норвежки
- полски
- португалски (Бразилия)
- португалски (Европа)
- румънски
- руски
- сръбски
- словашки
- словенски
- турски
- украински
- унгарски
- финландски
- фламандски
- френски (Канада)
- френски (Европа)
- холандски
- хърватски
- чешки
- шведски
- японски